# Старое кладбище Святого Иоанна
Старое кладбище Святого Иоанна (нем. Alter Johannisfriedhof) — старейшее дошедшее до наших дней кладбище немецкого города Лейпциг в федеральной земле Саксония. Заложенное во второй половине XIII века на территории госпиталя св. Иоанна, оно было закрыто в 1883 году и в настоящее время является музеем-некрополем с целым рядом достопримечательных надгробий известных горожан.

## История
Расположенное за пределами средневекового ядра города, кладбище св. Иоанна было заложено после 1278 года, когда городские больные лепрой выкупили несколько земельных участков для обустройства своего рода автономного сообщества с посвящённой Иоанну Крестителю часовней, из которого вскорости возник городской госпиталь св. Иоанна.
Хотя изначально кладбище было предусмотрено лишь для больных и «насельников» госпиталя, в связи с нехваткой мест погребения у городских церквей св. Николая, св. Фомы и св. Якова, с 1476 года здесь по указанию герцога Альбрехта хоронили также не имевших городских прав жителей Лейпцига. Наконец, из санитарных соображений герцог Георг определил кладбище св. Иоанна в качестве главного городского некрополя, что привело к его расширению в XVI—XVII веках и переустройству на манер кампо-санто, то есть с надгробными камнями и эпитафиями вдоль стен кладбища.
В связи с постоянным ростом городского населения кладбище расширялось и далее в восточном направлении: в 1680, 1805 годах и в середине XIX века, располагая, в итоге, пятью отделениями. В то же самое время в XIX веке восточные предместья Лейпцига переживали период активной застройки, и после 1850 года старейшие части кладбища (первое и второе отделения), примыкавшие непосредственно к церкви св. Иоанна и зданиям госпиталя, были секуляризованы, образовав новую площадь нем. Johannisplatz. Кроме того, в 1846 году на южной окраине Лейпцига было заложено Новое кладбище Святого Иоанна, постепенно ставшее излюбленным местом захоронений горожан. В 1883 году старое кладбище св. Иоанна было окончательно закрыто для погребений.
В 1925—1929 годах, в связи со строительством здания Музея Грасси первое и второе отделения исторического кладбища окончательно исчезли с карты города. Возведение профессиональной школы книгопечатания и книготорговли в 1928—1929 годах отняло у кладбища и часть пятого отделения, что означало перенос значительного количества надгробных памятников. С другой стороны, оставшиеся части кладбища св. Иоанна были признаны памятником культуры, что, однако, не остановило дальнейшего запустения старого кладбища. Так, из ранее многочисленных склепов до наших дней дошла лишь фамильная усыпальница семьи Баумгертнер. Также и после Второй мировой войны пострадавшее в ходе авиабомбардировок кладбище оставалось, скорее, предоставленным самим себе, всё более приходя в упадок.
В 1970-х годах — в результате преобразования Нового кладбища св. Иоанна в Парк Мира — на территории Старого кладбища св. Иоанна были временно размещены 120 ценных с историко-культурной точки зрения надгробий конца XIX — начала XX веков; более половины из них, впрочем, из-за неудовлетворительных условий хранения были со временем утеряны, и лишь 58 надгробий удалось в 1991 году установить для обозрения (участок вдоль улицы нем. Prager Strasse).

## Современное использование
После масштабных реставрационных работ в 1980—1990 годах кладбище было открыто для публичного посещения, и в настоящее время представляет собой своего рода романтический и несколько запущенный парк, отгороженный от шума большого города зданиями Музея Грасси и книгопечатной школы имени Гутенберга.
Кладбище открыто для посещения ежедневно с 10 до 18 часов. Вход свободный.

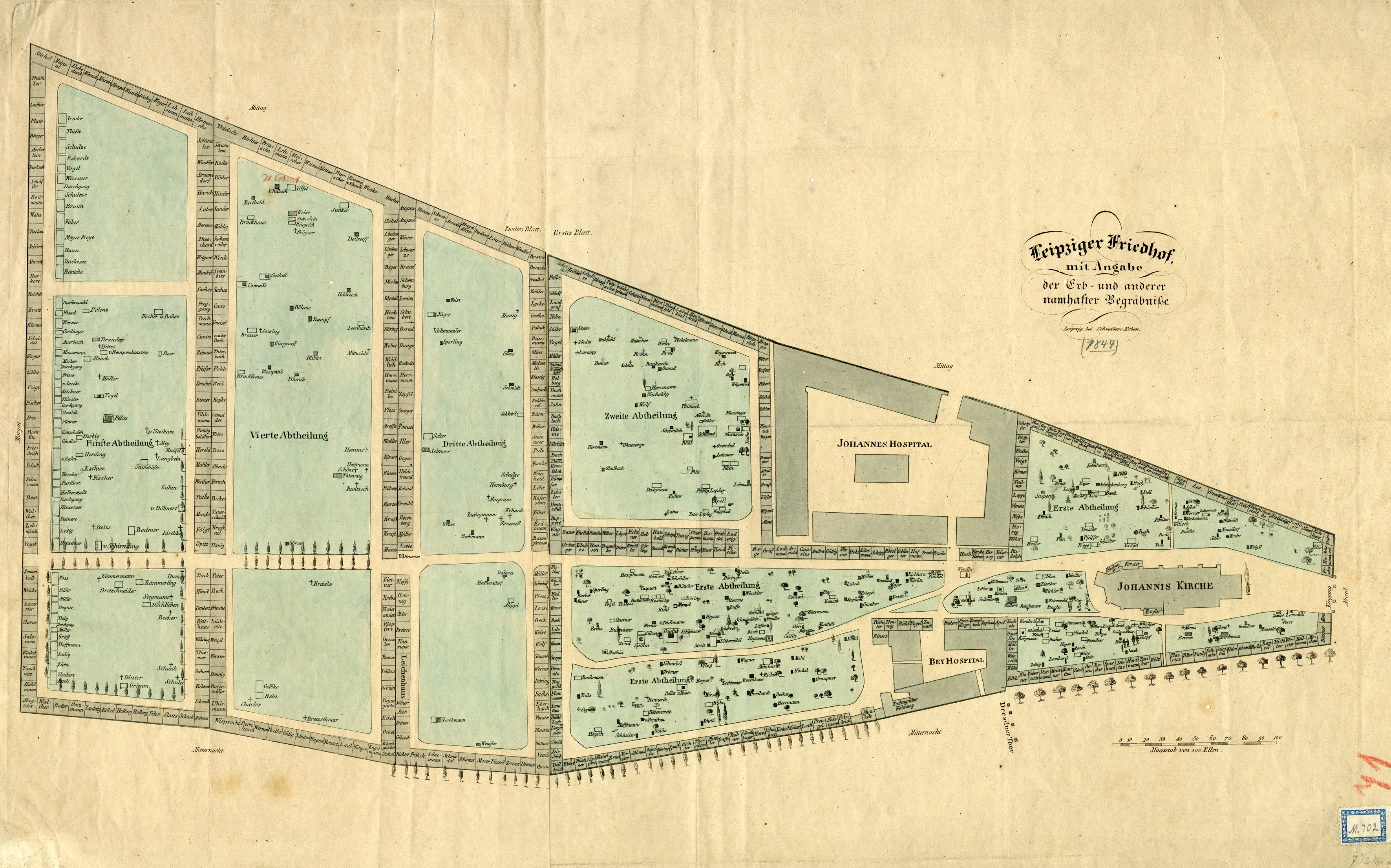
План кладбища в 1844 году
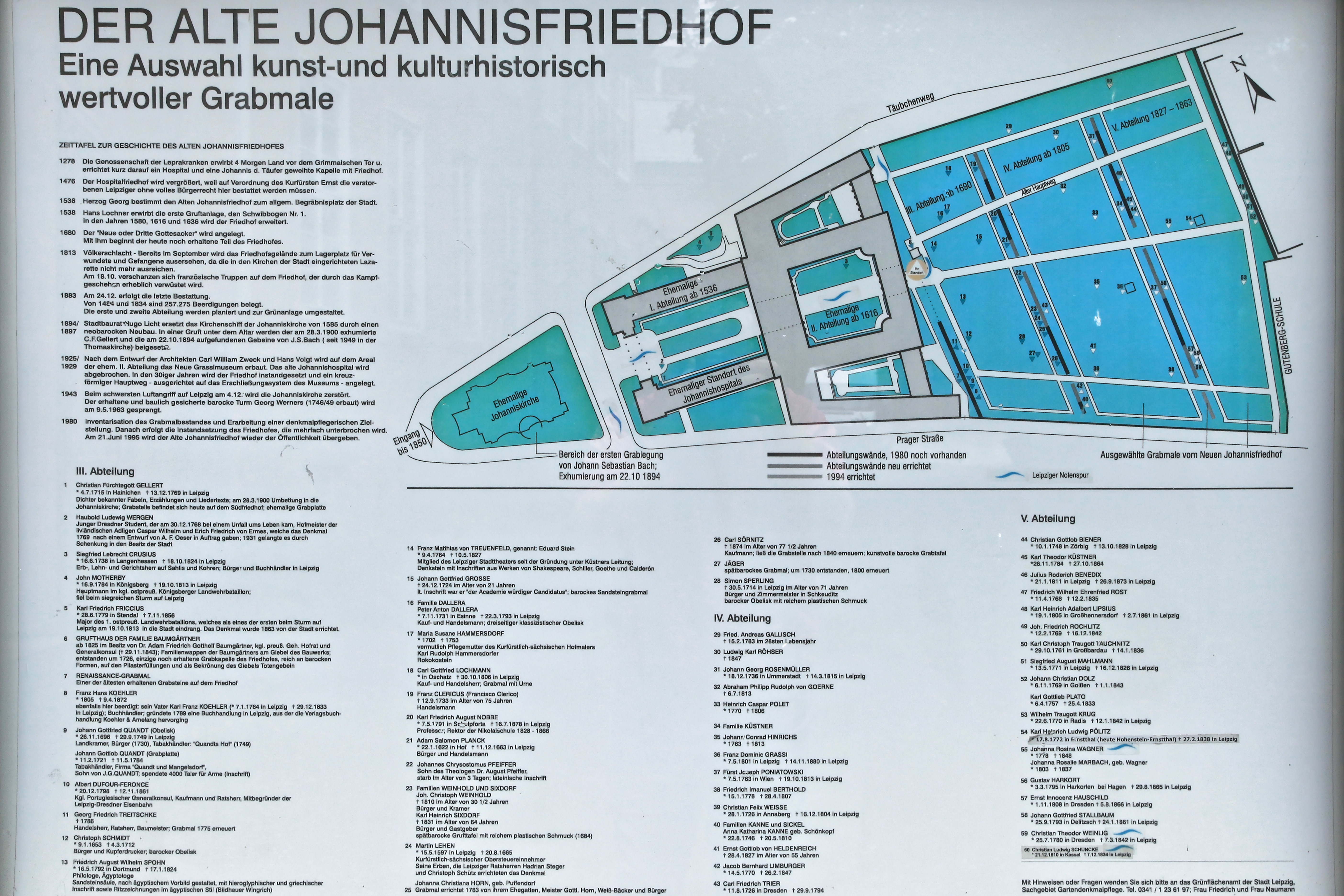
Современный план кладбища со зданием Музея Грасси
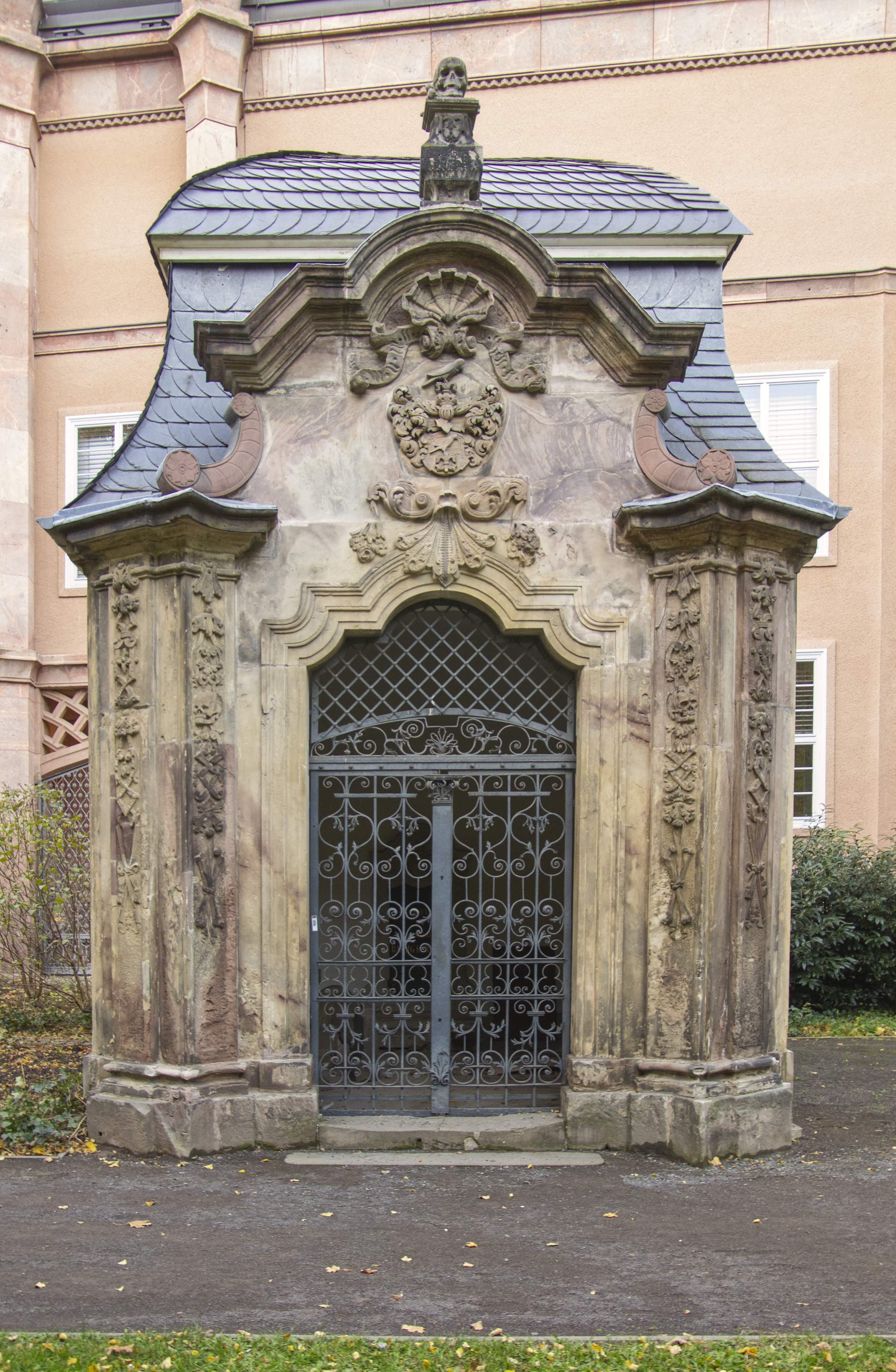
Склеп семьи Баумгертнер
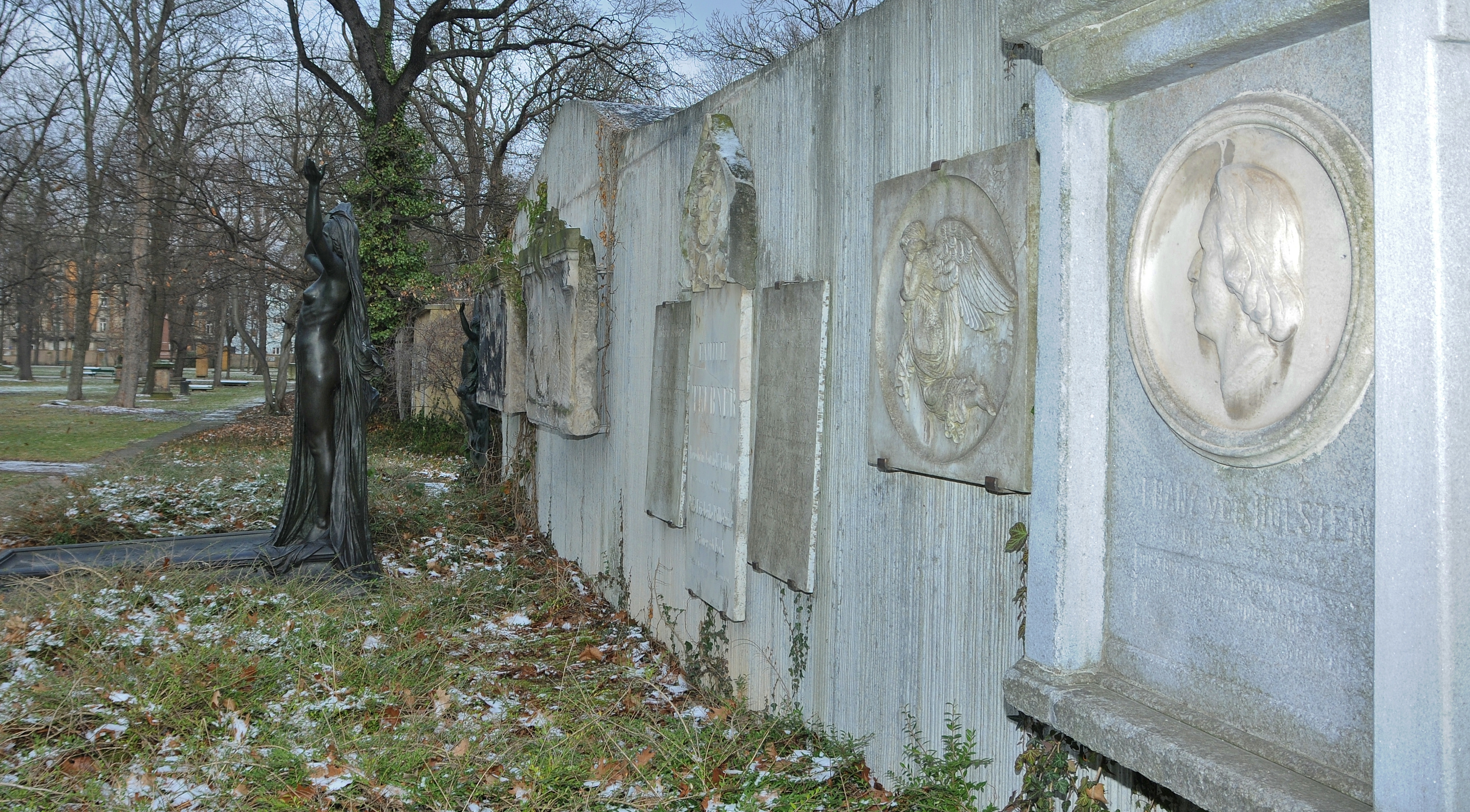
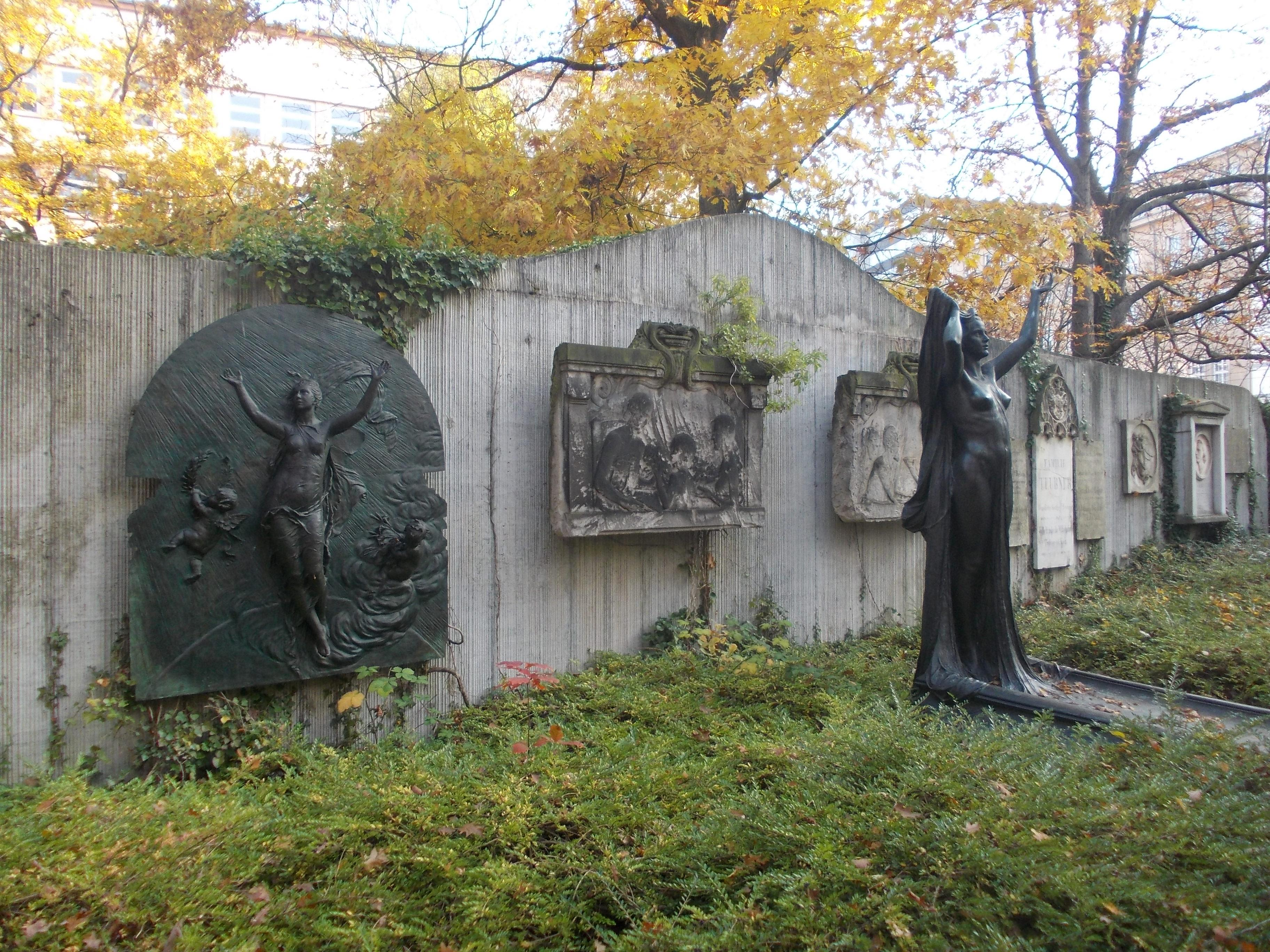